# Észt Reformpárt
Az Észt Reformpárt (észtül: Eesti Reformierakond) liberális-jobbközép politikai párt Észtországban. 1994-ben alakult a Nemzeti Koalíciós Pártból kivált csoport és az Észt Liberális Demokrata Párt egyesülésével. A párt elnöke 2018-tól Kaja Kallas. A párt 1999-től több parlamenti ciklusban volt kormányzó párt, és napjainkban is koalíciós kormány tagja.

## Története
Az alapításkor 710 tagot számláló párt első elnöke Siim Kallas, aki korábban az észt központi bank elnöke volt. A párt a Liberális internacionálé és a Liberálisok és Demokraták Szövetsége Európáért párcsoport tagja. Már az 1995-ös észtországi parlamenti választáson a második legerősebb párt volt, a 101 tagú észt parlamentben akkor 19 képviselővel rendelkezett. Azóta a legtöbb észt koalíciós kormányban részt vett. Fő gazdaságpolitika célja a szabad piac és az alacsony adók fenntartása. A párt elnöke 2018. április 14-e óta Kaja Kallas.
A 2019. március 3-i észtországi parlamenti választáson a szavazatok 28,9%-ának megszerzésével a Reformpárt végzett az első helyen és 34 mandátumhoz jutott. A párt nem szerzett abszolút többséget és a koalíciós tárgyalások nem vezettek eredményre. Ezért a párt nem tudott kormányt alakítani, helyette a a Centrumpárt alakított koalíciós kormányt Jüri Ratas vezetésével. Ratas 2021. januári lemondása után Kaja Kallas alakított kormányt, amelyben a Reformpárt volt a vezető párt, koalíciós partnerként pedig a Centrumpárt vett részt a kormányban. A Centrumopárttal alkotott koalíciós kormány azonban rövid idő múlva, 2022. június 3-án felbomlott, miután Kallas menesztette a kormány hét Centrumpárthoz tartozó miniszterét. Ezt követően néhány hétig Kallas és a Reformpárt kisebbségben kormányzott, majd 2022. július 8-án a Reformpárt a Haza párttal és a Szociáldemokrata Párttal hozott létre koalíciós kormányt és megalakult a második Kaja Kallas-kormány.
A párt a 2023-as parlamenti választáson a szavazatok 31,2%-nak megszerzésével az első helyen végzett, ezzel 37 mandátumhoz jutott a parlamentben. Ez 2,3%-kal jobb eredmény a 2019-es választási eredménnyel összehasonlítva, és ezzel a mandátumok számát 3-mal növelték.

## Vezetői

### Pártelnökök
- Siim Kallas (1994–2004)
- Andrus Ansip (2004–2014)
- Taavi Rõivas (2014–2017)
- Hanno Pevkur (2017–2018)
- Kaja Kallas (2018-tól)

## Választási eredmények

### Parlamenti választások
| Választás | Szavazatok száma | Szavazatok aránya | Mandátumok száma | Parlamenti szerepe             |
| --------- | ---------------- | ----------------- | ---------------- | ------------------------------ |
| 1995      | 87 531           | 16,2%             | 19 / 101         | ellenzék                       |
| 1999      | 77 088           | 14,9%             | 18 / 101         | kormánypárt                    |
| 2003      | 87 551           | 17,7%             | 19 / 101         | kormánypárt                    |
| 2007      | 153 044          | 27,8%             | 31 / 101         | kormánypárt                    |
| 2011      | 164 255          | 28,6%             | 32 / 101         | kormánypárt                    |
| 2015      | 158 885          | 27,7%             | 30 / 101         | kormánypárt, 2016-tól ellenzék |
| 2019      | 162 332          | 28,8%             | 34 / 101         | ellenzék                       |
| 2023      | 190 646          | 31,2%             | 37 / 101         | kormánypárt                    |

### Európai parlamenti választások
| Választás | Szavazatok száma | Szavazatok aránya | Mandátumok száma |
| --------- | ---------------- | ----------------- | ---------------- |
| 2004      | 28 377           | 12,2%             | 1 / 6            |
| 2009      | 60 877           | 15,3%             | 1 / 6            |
| 2014      | 79 849           | 24,3%             | 2 / 6            |
| 2019      | 87 160           | 26,2%             | 2 / 7            |
| 2024      | 66 017           | 17,93%            | 1 / 7            |

## További információ
- Az Észt Reformpárt honlapja